# Ruslan Khomchak
Ruslan Borysovych Khomchak (em ucraniano: Русла́н Бори́сович Хомча́к Бори́сович Хомча́к ; Lviv, 5 de junho de 1967) é um general ucraniano que atua como Primeiro Secretário Adjunto do Conselho de Segurança Nacional e Defesa da Ucrânia e ex-Comandante-em-Chefe das Forças Armadas da Ucrânia, até 28 de março de 2020 também ocupando o cargo de Chefe do Estado-Maior das Forças Armadas da Ucrânia.
Anteriormente, a partir de 21 de maio de 2019, ele combinou este cargo de Comandante-em-Chefe das Forças Armadas da Ucrânia com o cargo de Chefe do Estado-Maior General. Em 28 de março de 2020, um decreto do Presidente Volodymyr Zelensky dividiu os cargos de Comandante-em-Chefe e Chefe do Estado-Maior. Neste dia, Zelensky demitiu Khomchak do cargo de Chefe do Estado-Maior General e nomeou-o Comandante-Chefe das Forças Armadas.
Em 27 de julho de 2021, Ruslan Khomchak foi demitido do cargo de Comandante-em-Chefe das Forças Armadas e nomeado Primeiro Secretário do Conselho de Segurança Nacional e Defesa da Ucrânia.

## Biografia
Khomchak nasceu em Lviv em 5 de junho de 1967. Ele se formou na Escola Superior de Comando Militar de Moscou em 1988 e serviu no Corpo de Artilharia Soviético, principalmente em uma unidade de artilharia autopropulsada com o 2S3 Akatsiya. Khomchak serviu na Alemanha Oriental, na República Socialista Soviética do Uzbequistão e na República Socialista Soviética da Bielorrússia entre 1988 e 1992.
Após a independência da Ucrânia em 1991, Khomchak tornou-se comandante militar das Forças Armadas da Ucrânia. De 1993 a 2000, Khomchak serviu na 24ª Brigada Mecanizada. Foi promovido ao posto de tenente-general em 2013. Khomchak participou de algumas das batalhas mais importantes durante a guerra em Donbass. Ele foi comandante setorial das forças ucranianas durante a Batalha de Ilovaisk. Ao refletir sobre a batalha vários anos depois, o antecessor de Khomchak como comandante-em-chefe, Viktor Muzhenko, sugeriu que a incompetência dos comandantes ucranianos e o grande número de tropas russas lutando pelos separatistas foram em grande parte os culpados pelo resultado desastroso.
Em 21 de maio de 2019, o presidente da Ucrânia, Volodymyr Zelensky, nomeou Ruslan Khomchak Chefe do Estado-Maior General e Comandante-Chefe das Forças Armadas da Ucrânia. Em 28 de março de 2020, um decreto do Presidente Zelensky dividiu os cargos de Comandante-em-Chefe e Chefe do Estado-Maior General. Neste dia, Zelensky exonerou Khomchak do cargo de Chefe do Estado-Maior General e o nomeou Comandante-em-Chefe das Forças Armadas, ao mesmo tempo que designou Serhiy Korniychuk Chefe do Estado-Maior General.

## Vida pessoal
Khomchak é casado com Anna Kovalenko, uma ativista, jornalista, participante ativa do Euromaidan, ex-assessora dos três últimos Ministros da Defesa da Ucrânia e Ministro da Política de Informação da Ucrânia. Ela foi chefe da Administração Estatal Regional de Cherniguive de 13 de outubro de 2020 até 4 de agosto de 2021.